# Arbre (Namen)
Arbre is een dorp in de Belgische provincie Namen en een deelgemeente van de gemeente Profondeville. Tot 1 januari 1977 was het een zelfstandige gemeente.

## Demografische ontwikkeling
Bron: NIS; Opm:1806 t/m 1970=volkstellingen; 1976=inwoneraantal op 31 december

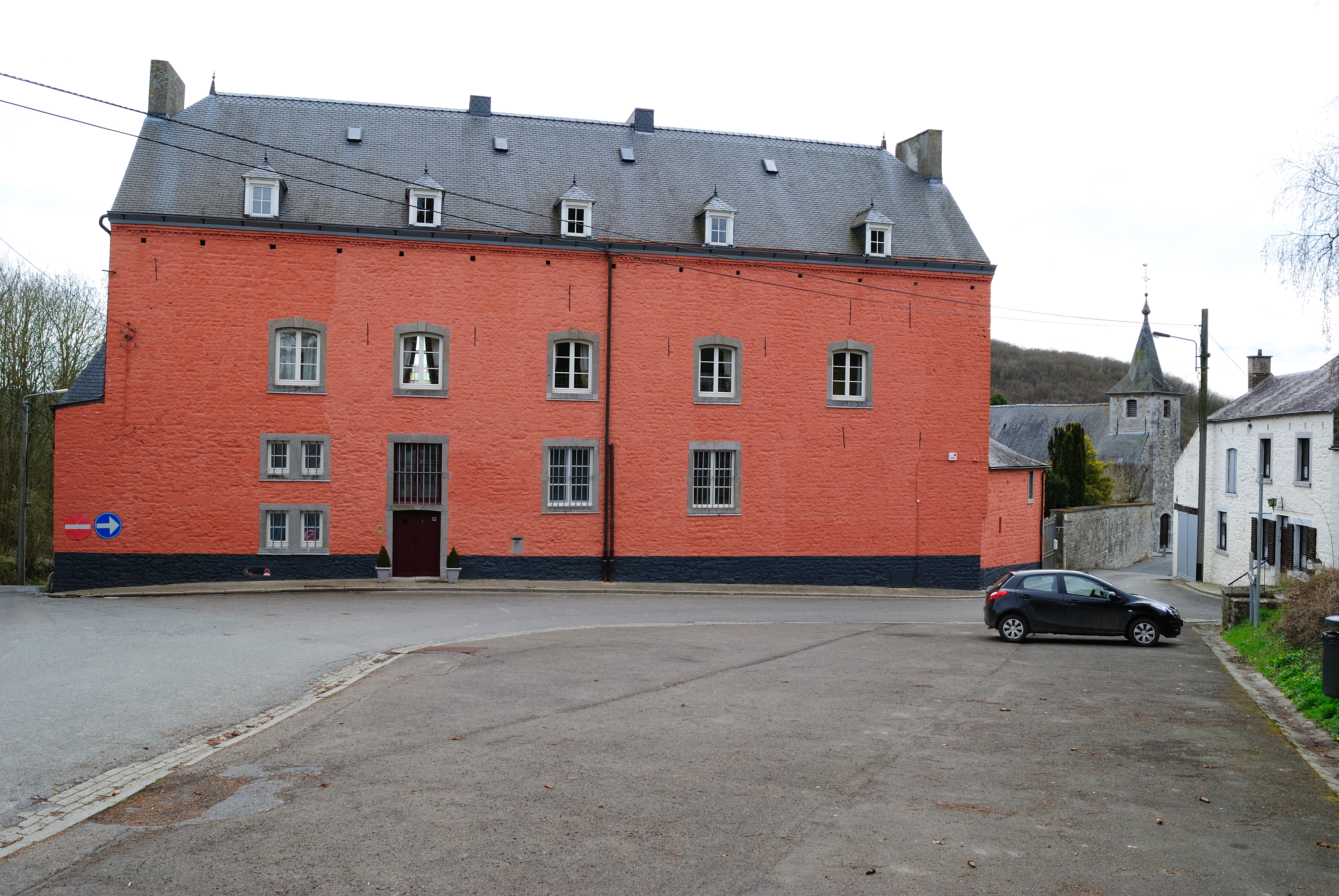
Het dorp Arbre (Profondeville).